# 孔邦
孔邦（法語：Combon，法語發音：[kɔ̃bɔ̃]）是法国厄尔省的一个市镇，属于贝尔奈区。

## 地理
孔邦（49°5'49"N, 0°53'21"E）面积16.3 平方千米，位于法国诺曼底大区厄尔省，该省份为法国北部内陆省份，北起滨海塞纳省，西接奧恩省和卡爾瓦多斯省，南至厄尔-卢瓦省，东临瓦兹省、瓦兹河谷省和伊夫林省。
与孔邦接壤的市镇（或旧市镇、城区）包括：布赖、埃卡当维尔-拉康帕涅、埃芒维尔、勒讷堡附近埃普勒维尔、勒普莱西-圣奥波蒂娜、勒特朗布莱-奥蒙维尔、勒蒂约勒朗贝尔、圣科隆布-拉科芒德里。

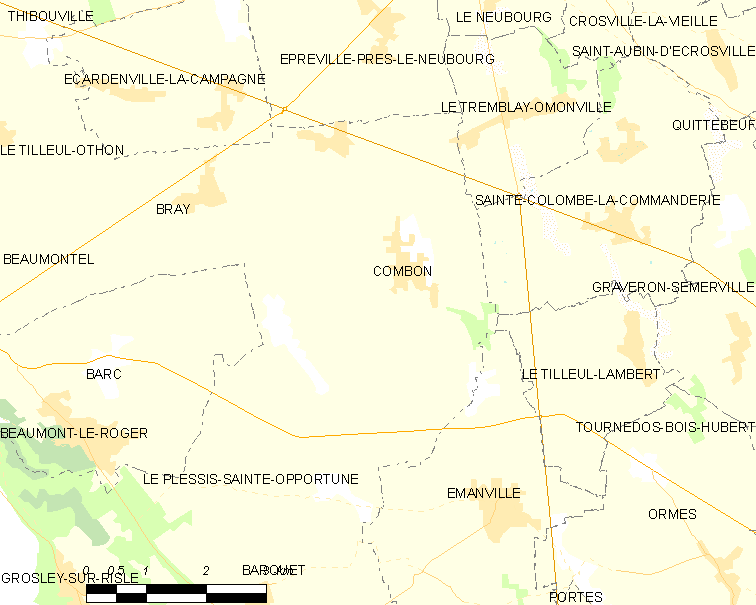
孔邦的OSM定位图

孔邦的时区为UTC+01:00、UTC+02:00（夏令时）。

## 行政
孔邦的邮政编码为27170，INSEE市镇编码为27164。

## 政治
孔邦所属的省级选区为布里奥讷县。

## 人口

1962-2008年间孔邦人口变化图示

孔邦于2022年1月1日时的人口数量为822人。